# セラム海

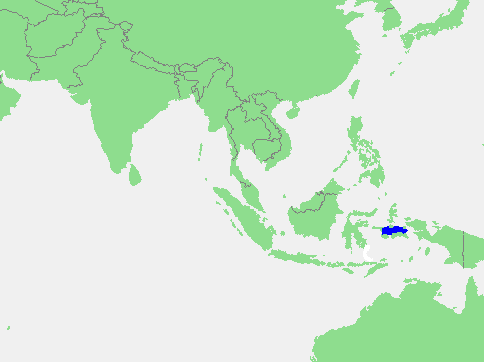
セラム海

セラム海（セラムかい、Ceram Sea）は、太平洋西部にある海。広さは東西約400km、南北約150km。インドネシアの島嶼によって、境界が形成されており、北から時計回りにオビ諸島、ミソール島、セラム島、ブル島、スラ諸島がある。東西に長い海域であり、北東のハルマヘラ海、南のバンダ海、北西のモルッカ海などと接続している。狭い海域にもかかわらず、活発な地殻変動の影響により水深は深く、オビ諸島近海では4,000mを超えている場所がある。